# John Quincy Adams

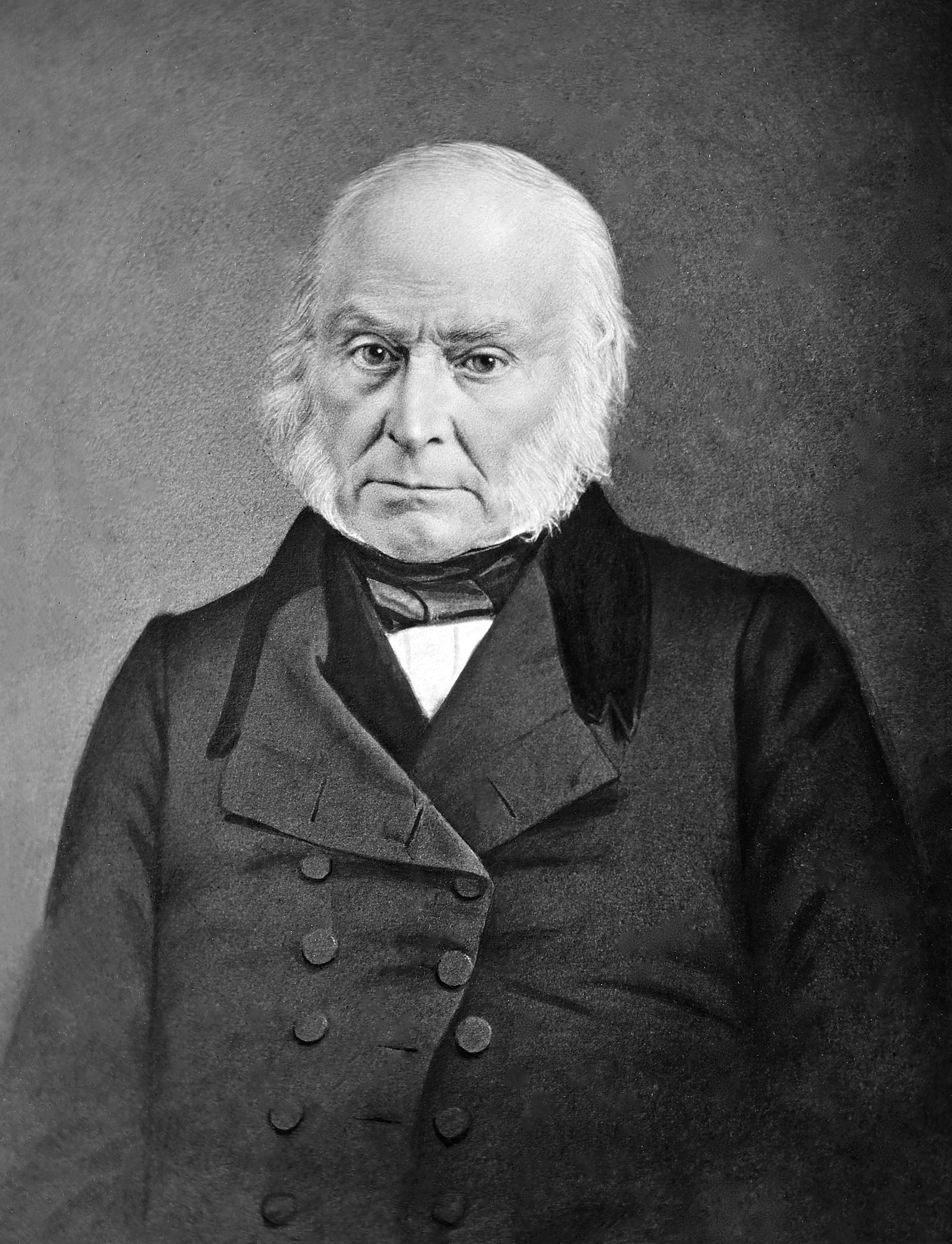
John Quincy Adams (zwischen 1843 und 1848)

John Quincy Adams [d͡ʒɒn ˈkwɪnsi ˈædəmz] (* 11. Juli 1767 in Braintree (heute: Quincy), Norfolk County, Province of Massachusetts Bay; † 23. Februar 1848 in Washington, D.C.) war ein US-amerikanischer Politiker und Diplomat sowie vom 4. März 1825 bis zum 4. März 1829 der sechste Präsident der Vereinigten Staaten. Er war Mitglied der bekannten Familie Adams. Sein Vater John Adams war der zweite Präsident des Landes.

## Leben

### Frühe Jahre

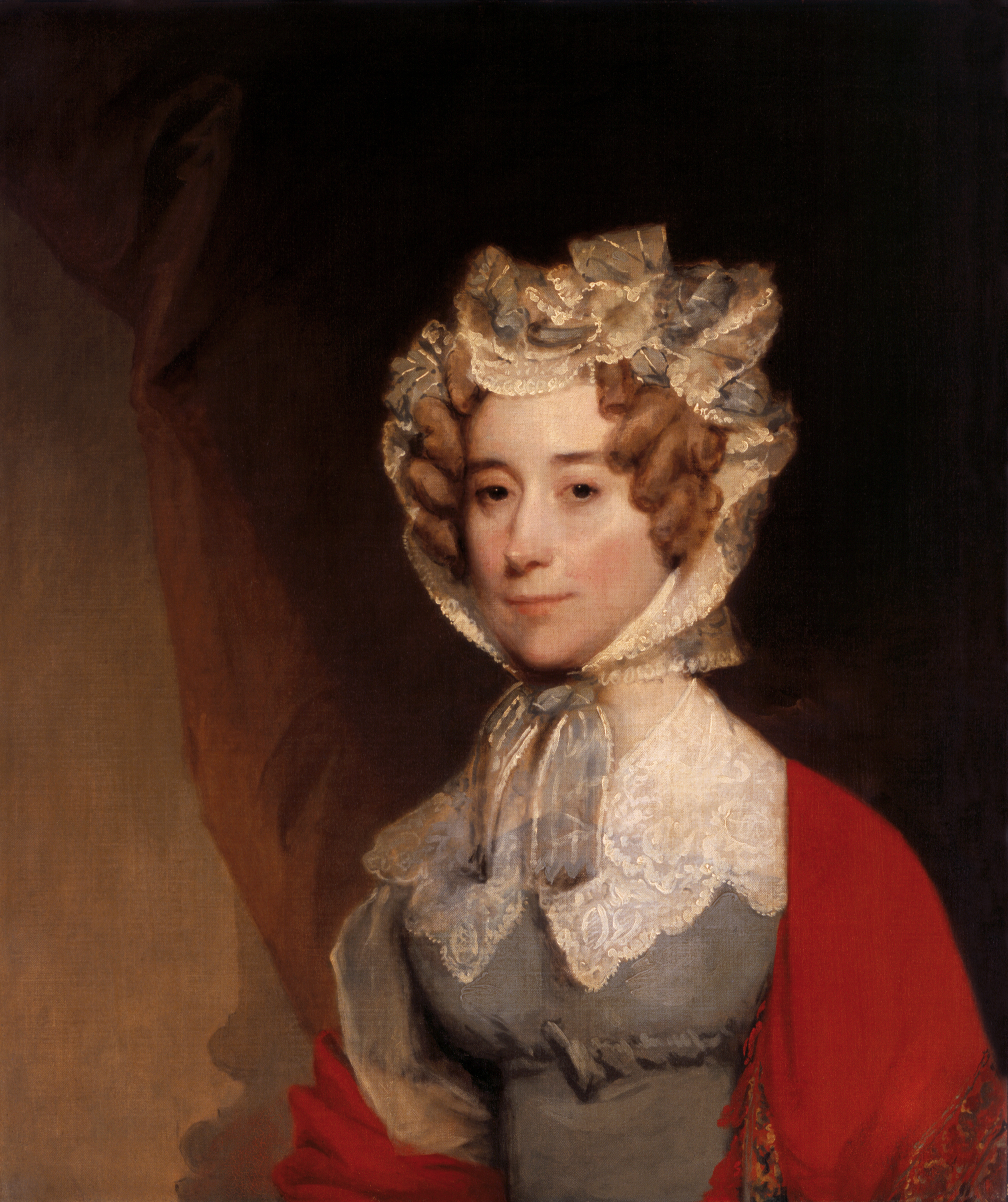
Gilbert Stuart: Louisa Adams (1821–26), die Ehefrau

John Quincy Adams war wie sein Vater begeisterter Unitarier. Er begleitete ihn auf seinen diplomatischen Missionen 1778 und 1780 in das Königreich Frankreich und in die Republik der Sieben Vereinigten Provinzen. Adams eignete sich dabei exzellente Französischkenntnisse an, weshalb er den Gesandten Francis Dana, der diese Sprache kaum beherrschte, im Juli 1781 als Privatsekretär nach St. Petersburg an den Hof von Katharina der Großen begleitete. Vor seiner zweiten Abreise nach Europa hatte ihn sein Vater aufgefordert, ein Tagebuch zu führen, dessen erster Eintrag auf den 12. November 1779 datiert. Anfangs führte er es nur sehr unregelmäßig, aber mit den Jahren wurde es zu einer täglichen Routine. Es ist als historische Quelle von unschätzbarem Wert und ist in nahezu jedem Werk zur amerikanischen Geschichte über die Epoche vor dem Sezessionskrieg als Referenz aufgeführt.
Er schloss sein an der Universität Leiden begonnenes Studium der Rechtswissenschaften 1787 an der Harvard University in Cambridge ab. Als Rechtsanwalt praktizierte er zunächst in Boston. 1794 wurde er zum Gesandten in den Niederlanden berufen, 1796 war er Gesandter in Portugal und 1797 in Preußen. Am 26. Juli 1797 heiratete er Louisa Catherine Johnson, die 22-jährige Tochter des amerikanischen Konsuls in London. Seine Eltern hatten sich anfangs gegen diese Verbindung ausgesprochen, da sie eine nicht in den Vereinigten Staaten geborene Ehefrau als Gefahr für seine politischen Ambitionen betrachtet hatten. 1797 wurde er in die American Academy of Arts and Sciences gewählt. Während seiner Tätigkeit in Berlin unternahm er im Jahr 1800/01 mit seiner Frau eine ausgedehnte Reise durch die preußische Provinz Schlesien, die ihn literarisch sehr inspirierte und in mehreren Briefen an seinen Bruder Thomas ihren Ausdruck fand. Dieser sorgte für ihre Veröffentlichung einige Zeit später. Die Letters on Silesia: Written during a tour through that country in the years 1800, 1801 wurden ins Deutsche und Französische übersetzt. 1802 wurde Adams in den Senat von Massachusetts gewählt und kandidierte erfolglos für das US-Repräsentantenhaus. Seit 1818 war er gewähltes Mitglied der American Philosophical Society.
Adams wurde 1803 als Föderalist in den Senat gewählt und trat 1808, ein halbes Jahr, nachdem er mit den Föderalisten gebrochen hatte, von seinem Amt zurück. Von 1809 bis 1814 war er Gesandter in Russland und 1814 gehörte er der Kommission an, die den Friedensvertrag von Gent zwischen den USA und Großbritannien aushandelte. Von 1815 bis 1817 war er amerikanischer Gesandter in Großbritannien. Von 1817 bis 1825 war Adams Außenminister im Kabinett von Präsident James Monroe. In dieser Funktion handelte er unter anderem den Adams-Onís-Vertrag von 1819 mit Spanien aus, der die Grenzen der Vereinigten Staaten mit dem Vizekönigreich Neuspanien neu festlegte. Für die Vereinigten Staaten bedeutete dieser Vertrag, dass seine Territorialansprüche sich so weit über den Mississippi nach Westen ausdehnten, dass mit Ansprüchen auf das Oregon Country der Pazifische Ozean erreicht werden konnte. Adams erachtete diesen Vertrag als seinen größten Erfolg, denn er sah voraus, dass es von Oregon aus möglich sein würde, Handel mit dem Orient und den wirtschaftlichen Mächten im Pazifik zu betreiben.

### Präsidentschaftskandidatur 1824
Als Außenminister brachte sich Adams für eine Kandidatur bei der Präsidentenwahl von 1824 in Stellung, nachdem Präsident Monroe keine dritte Amtsperiode anstrebte. Die Wahl war von einer Besonderheit geprägt, da nämlich vier Kandidaten der Demokratisch-Republikanischen Partei antraten. Neben Adams bewarben sich Andrew Jackson, William H. Crawford und Henry Clay um die Präsidentschaft. Nach Auszählung der Stimmen im Dezember 1824 stand fest, dass Jackson mit rund 41 Prozent der Stimmen die Mehrheit erreicht hatte. Für Adams sprachen sich knapp 31 Prozent der Wähler aus, Crawford und Clay waren mit 11 bzw. 13 Prozent weit abgeschlagen. Obwohl Jackson im Popular Vote einen soliden Vorsprung erhalten hatte, konnte er nicht die erforderliche absolute Mehrheit im Wahlmännergremium auf sich vereinen. Damit fiel dem Repräsentantenhaus die Wahl des Präsidenten zu. Bei der Wahl im Februar 1825, wo die Abgeordneten die Wahl zwischen drei Bestplatzierten hatten, erlangte Adams im ersten Wahlgang 87 Stimmen, Jackson 71 und Crawford 54. Damit war Adams zum Präsidenten gewählt. Nachdem er Clay, den Viertplatzierten, zum Außenminister ernannt hatte, bezichtigte Jackson beide der Korruption.

### Präsident der USA (1825–1829)

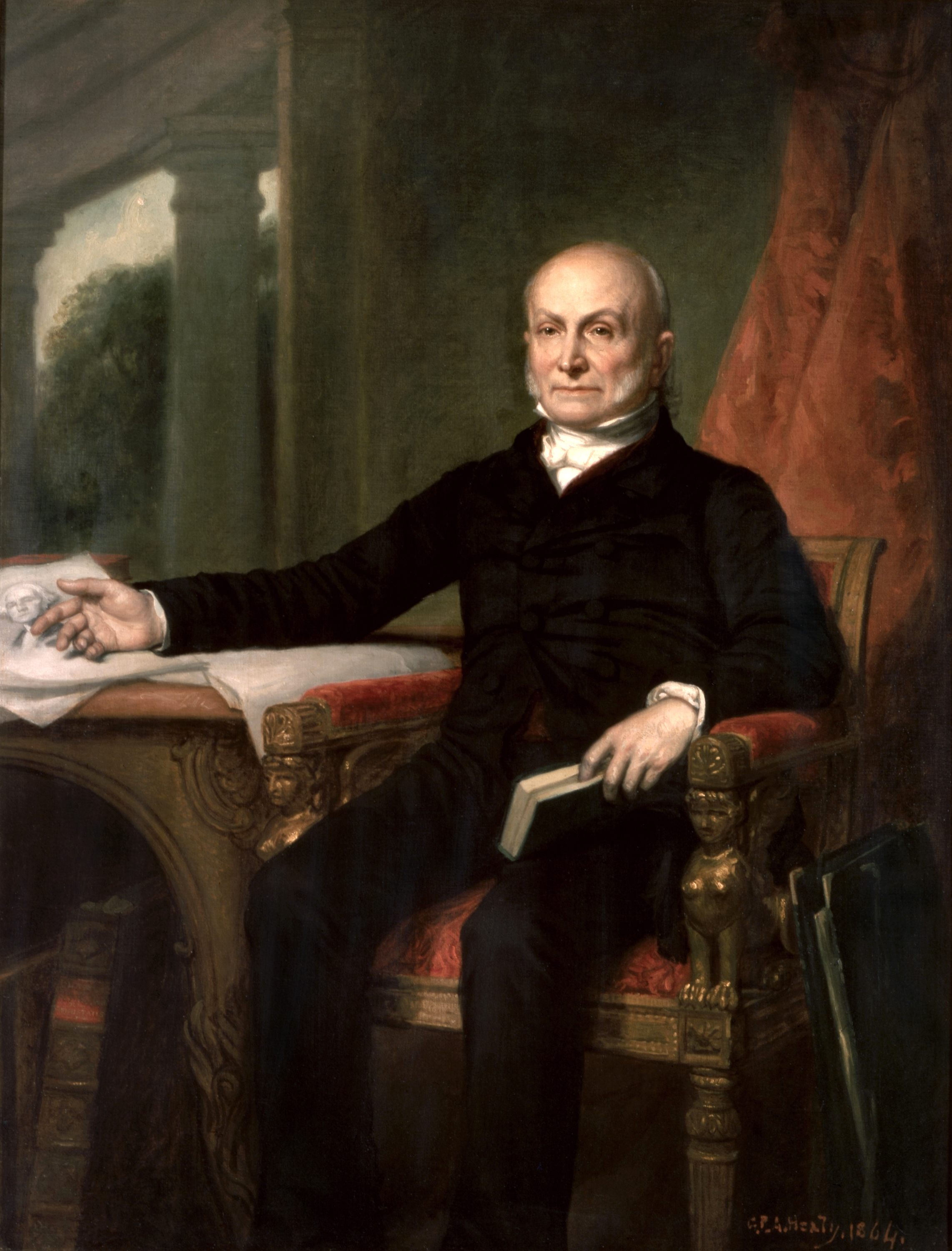
Adams’ Porträt im Weißen Haus

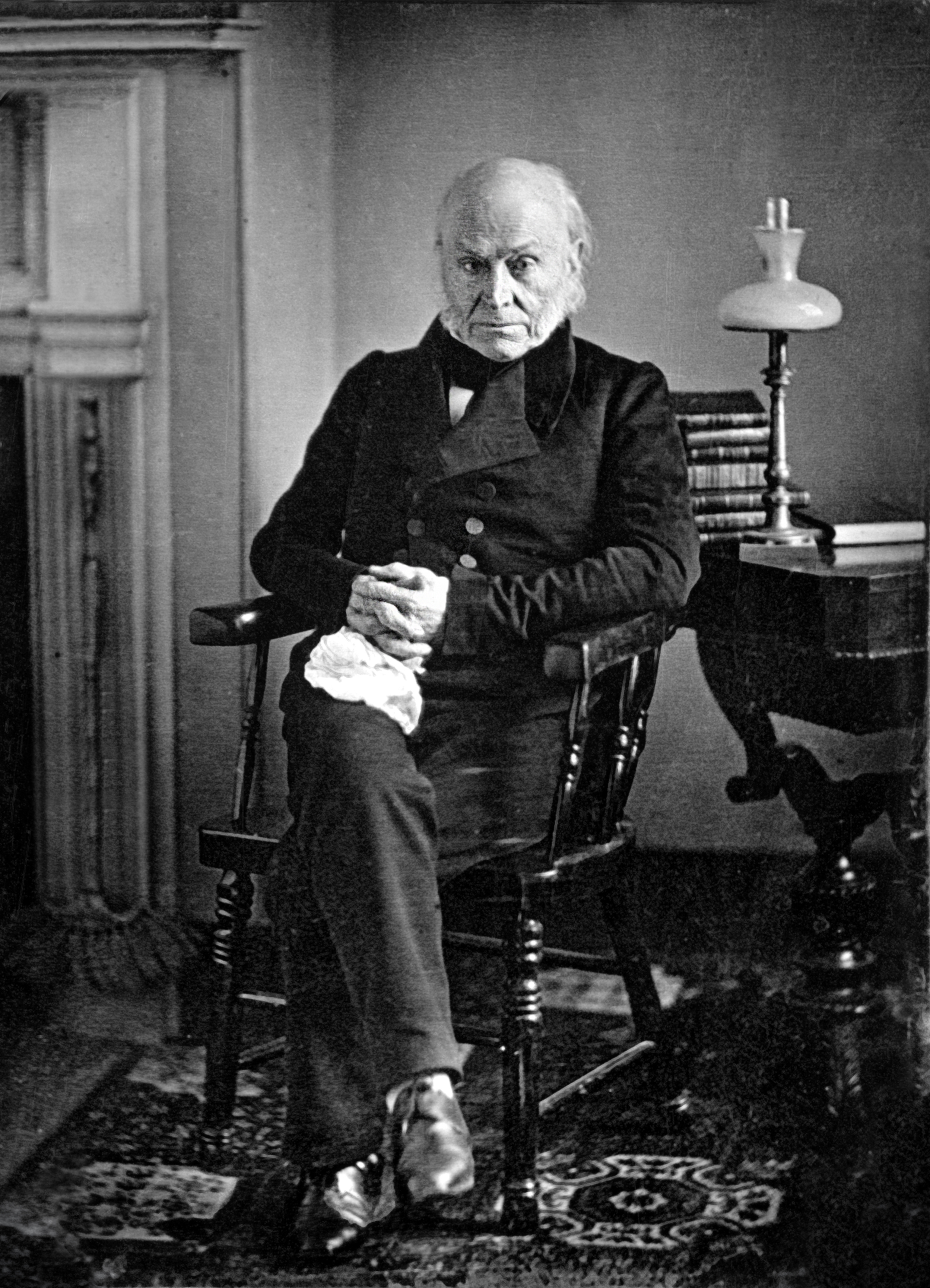
John Quincy Adams, Daguerreotypie von Southworth & Hawes (um 1843)

Adams trat die Präsidentschaft am 4. März 1825 an. Bei seiner Amtseinführung war er der einzige Präsident, der den Eid nicht auf eine Bibel oder ein religiöses Buch ablegte, sondern auf die amerikanische Verfassung. Als Grund nannte Adams die Trennung von Kirche und Staat. Vizepräsident während seiner vier Jahre im Weißen Haus war John C. Calhoun, der bei der Wahl von 1824 die notwendige Stimmenanzahl im Wahlmännergremium auf Anhieb erhalten hatte.
Außenpolitisch war seine Präsidentschaft von einem schwierigen Verhältnis zum Vereinigten Königreich geprägt. Die nach dem Ende des Britisch-Amerikanischen Kriegs zwischen Amerika und dem Vereinigten Königreich vereinbarte Anglo-Amerikanische Konvention von 1815, die im Londoner Vertrag 1818 bestätigt und verlängert worden war, hatte den direkten Handel zwischen beiden Staaten wieder ermöglicht. Zudem hatte das Königreich Häfen in Britisch-Indien und Südostasien für amerikanische Schiffe geöffnet. Außenminister Henry Clay verhandelte unter Adams darüber hinausgehend über freien Zugang zu den Westindischen Inseln, dem unter anderem die Forderung der Londoner Regierung nach Imperial Preference, also der Besserstellung des Handels innerhalb des Britischen Weltreichs, entgegenstand. Im Jahr 1827 öffnete das Vereinigte Königreich seine Häfen in der Karibik für alle Nationen außer den Vereinigten Staaten und beendete die Verhandlungen mit Washington. Adams sah sich daher im Frühjahr 1827 dazu gezwungen, amerikanische Häfen für britische Schiffe zu sperren. Erst nach seiner Amtszeit konnte der Handel mit Indien wieder normalisiert werden.
Obwohl er innenpolitisch eher für eine Zurückhaltung in der Frage der Schutzzölle eintrat, war eine Neuregelung aufgrund eines auslaufenden Gesetzes in seiner Amtszeit unvermeidlich. Trotz der Vorbehalte des Präsidenten unterzeichnete er 1828 eine Regelung zur Neuordnung der Schutzzölle. Besonders die stark erhöhten Einfuhrgebühren auf englische Wollwaren führten zu erbitterten Kontroversen. Insbesondere in den Südstaaten wurde das neue Gesetz und damit auch Adams scharf kritisiert.
Andrew Jackson, der sich schon 1824 als eigentlichen Wahlgewinner gesehen hatte, begann bereits um 1825/26 mit seiner Kampagne für die Wahl von 1828. Mit einer klaren Mehrheit von 56 gegenüber 42 Prozent gewann Jackson die Wahl überaus deutlich. Auch bei den Wahlmännern konnte Jackson dieses Mal mit 178 zu 83 deutlich siegen. Damit war Adams der zweite Präsident in der amerikanischen Geschichte, dessen Wiederwahl scheiterte – nach seinem Vater John Adams im Jahr 1800.
In Adams’ Amtszeit gaben viele Bundesstaaten die Anforderung eines Mindestvermögens für die Teilnahme an Wahlen auf: So konnten bei den Präsidentenwahlen im Jahr 1828 dreimal so viele Wähler an der Wahl teilnehmen wie 1824; ein Umstand, der dem erneut antretenden Jackson zu seinem Wahlerfolg im Jahr 1828 verhalf. Frauen sowie freigelassene Sklaven waren weiterhin von den Wahlen ausgeschlossen. 

### Weitere politische Laufbahn und Lebensabend

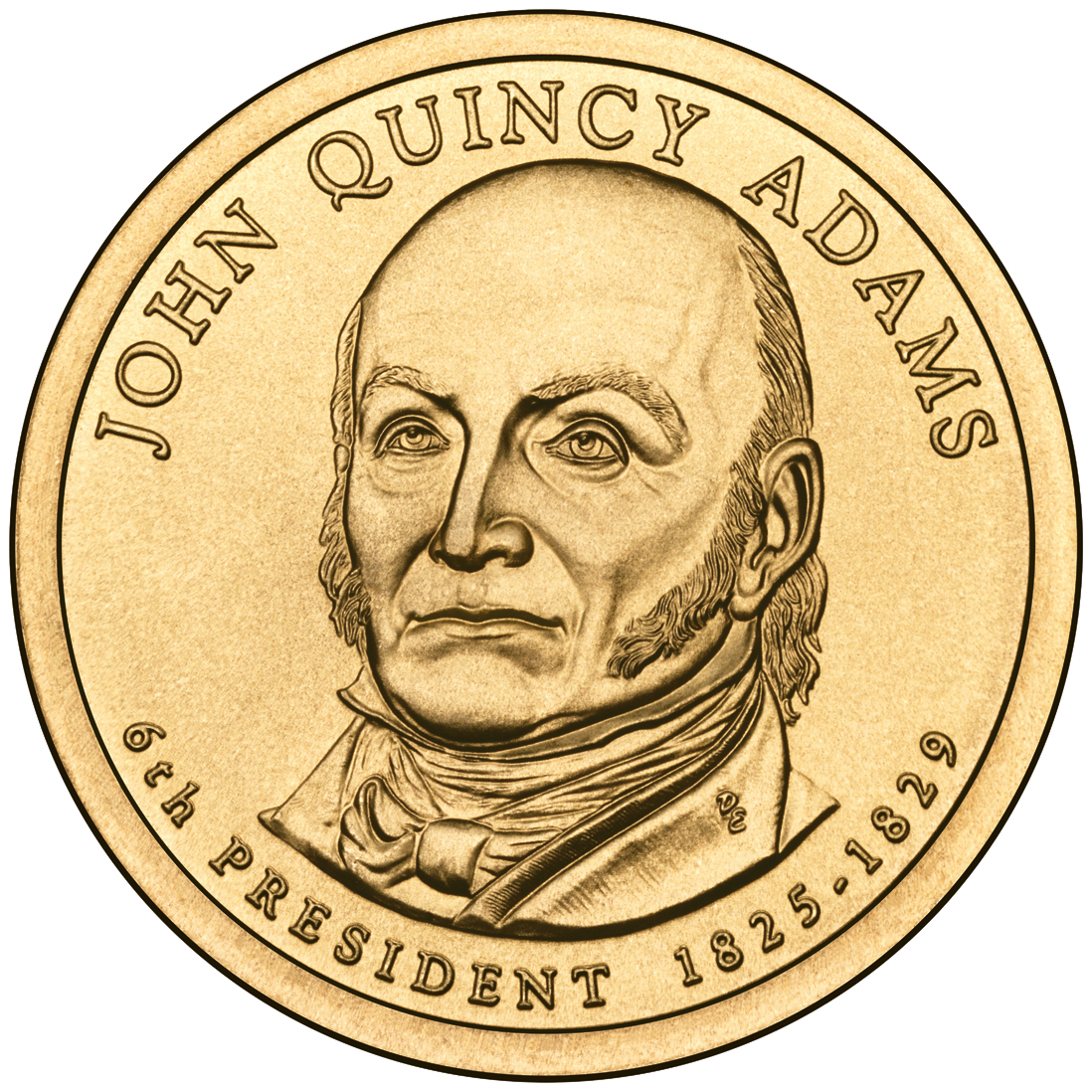
Adams auf einem Präsidentendollar

Anders als viele amerikanische Präsidenten trat Adams nach dem Ende seiner Präsidentschaft im März 1829 nochmals politisch in Erscheinung. Bei den Kongresswahlen 1830 gewann er die Wahl zum Repräsentantenhaus als Vertreter der Nationalrepublikaner. Diesem gehörte er nach mehreren Wiederwahlen bis zu seinem Tod an. Er war unter anderem Vorsitzender eines Wirtschaftsausschusses, des Ausschusses für Indianerfragen und des Auswärtigen Ausschusses. Adams war der einzige Ex-Präsident, der ins Repräsentantenhaus gewählt wurde, und eines von nur zwei ehemaligen Staatsoberhäuptern, die nochmals Mitglied des Kongresses wurden. Neben ihm gelang es Andrew Johnson im Jahr 1875, nochmals zum Senator gewählt zu werden.
1834 scheiterte er bei dem Versuch, zum Gouverneur von Massachusetts gewählt zu werden. 1841 vertrat er in den Amistad-Prozessen die Sklaven des spanischen Sklavenschiffes La Amistad, denen es gelungen war, gegen ihre Unterdrücker aufzubegehren und in den USA zu landen, vor dem Supreme Court. Er erreichte, dass sie nicht an Spanien ausgeliefert wurden, sondern als freie Menschen in ihre Heimat zurückkehren konnten. Adams lehnte außerdem eine Annexion von Texas ab, ebenso stellte er sich gegen den Mexikanisch-Amerikanischen Krieg, den er als Krieg um die Ausweitung der Sklaverei ansah.
Am 21. Februar 1848, während einer Debatte des Repräsentantenhauses in der Statuary Hall des U.S. Capitols, erlitt Adams einen Schlaganfall. Er starb am 23. Februar 1848 mit 80 Jahren im Büro des Speakers of the House an den Folgen dieses zweiten Schlaganfalls, nachdem er bereits zwei Jahre zuvor einen solchen erlitten hatte.
Sowohl sein Sohn Charles Francis Adams, Sr. als auch sein Enkel Charles Francis Adams, Jr. waren Kandidaten für den Posten des Vizepräsidenten der USA.
Das Gelände seines Geburts- und Wohnhauses in Quincy bei Boston, auf dem fünf Generationen der politisch einflussreichen Familie Adams lebten, ist als Adams National Historical Park ausgewiesen.

## Eponyme
Für die nach der Volkszählung 1830 anstehende Neuzuteilung der Sitze des Repräsentantenhauses an die Unionsstaaten schlug Adams 1832 ein Rechenverfahren vor, das in die Literatur als Adams-Verfahren eingegangen ist. Der am 3. Oktober 1984 entdeckte Asteroid (4372) Quincy wurde 1990 nach ihm benannt. Auch der Adams-Gletscher in der Antarktis trägt seinen Namen. Außerdem sind drei Countys in den Vereinigten Staaten nach Adams benannt.

## Sonstiges
- Adams, der in seiner Jugend die deutsche Sprache erlernt hatte, übersetzte in späteren Jahren das Versepos Oberon von Christoph Martin Wieland ins Englische. Wieland soll mit der Übertragung sehr zufrieden gewesen sein.
- Im Spielfilm Amistad aus dem Jahre 1997 wurde Adams von Anthony Hopkins dargestellt.

## Filme
- Life Portrait of James Buchanan auf C-SPAN, 18. April 1999, 119 Minuten (englischsprachige Dokumentation und Diskussion mit dem Historiker Lynn Hudson Parson und William M. Fowler Jr.)

## Werke
- Letters on Silesia: Written during a tour through that country in the years 1800, 1801. 1804, LCCN 04-027115.